# سعيد باشا كوجوك
سعيد باشا كوجوك، سياسي تركي (1838-1913) ولد في مدينة أرضروم. عين في وظائف إدارية شتى، وشغل منصب الصدارة العظمى أكثر من سبع مرات، وعرف عنه بإتباعه لسياسة موالية للإنجليز، وعندما أصدر السلطان عبد الحميد الثاني أمر بالقبض عليه احتمى سعيد باشا كوجوك بالسفارة البريطانية، وظل بها إلى أن أمنه السلطان على حياته، وله العديد من الكتب والمذكرات السياسية .